# Carmen Basilio
Carmine "Carmen" Basilio, född 2 april 1927 i Canastota, New York, död 7 november 2012 i Rochester, New York, var en amerikansk proffsboxare och världsmästare i weltervikt och mellanvikt.
Basilios professionella karriär varade 1948-61. Han gick sin första match om världsmästartiteln 1953 men förlorade den mot regerande mästaren Kid Gavilan. I sin nästa titelmatch 1955 besegrade Basilio den regerande världsmästaren Tony DeMarco i vad som boxningstidskriften Ring Magazine utsåg till Årets match 1955. I returmatchen senare samma år vann Basilio på knockout i rond 12. Nästa titelförsvar i mars 1956 slutade överraskande med att storfavoriten Basilio förlorade stort på poäng mot Johnny Saxton i en match som av pressen allmänt stämplades som "fixad". Det cirkulerade rykten - som aldrig kunde bevisas - att maffian hade mutat domarna och satsat stora pengar på Saxton. I returmatchen ett halvår senare, utsedd till Årets match 1956, vann Basilio med TKO. I den tredje matchen dem emellan 1957 förlorade Saxton åter med TKO.
Den 23 september 1957 skrev Basilio definitivt in sig bland de största i boxningshistorien då han gick upp i mellanvikt och besegrade regerande världsmästaren Sugar Ray Robinson på poäng i en jämn och hård match. Ett halvår senare tog Robinson tillbaka sin titel i en mycket jämn match. Efter detta började Basilios motivation och träningsintensitet dala. 
Han gjorde ändå en satsning på att återta mellanviktstiteln. På vägen besegrades han 1959-60 två gånger av Gene Fullmer i matcher som gällde NBA:s (National Boxing Association) "världsmästartitel". Båda matcherna stoppades av ringdomaren i 12:e respektive 14:e ronden.
I sin sista match fick Basilio en chans till då han 22 april 1961 mötte regerande världsmästaren i mellanvikt Paul Pender. Basilio hade uppenbarligen bränt sitt bästa krut i de hårda matcherna mot Fullmer och Pender hade inga problem med att försvara sin titel. Alla tre domarna hade honom som segrare.
Basilios slutliga matchstatistik blev 56 segrar, 16 förluster och 7 oavgjorda.